# 福山南デジタル中継局
福山南デジタル中継局（ふくやまみなみデジタルちゅうけいきょく）は、広島県福山市中心部にある地上デジタルテレビジョン放送の中継局である。俗名は、福山南中継局である。

## 概要
- 当中継局は、2010年7月20日から8月30日まで試験放送を実施、8月25日に本免許が交付され、8月31日から本放送が開始された[1]。
- 当初は、尾道局（高見山）と福山局（彦山）でカバーするため、置局の予定は不透明だった。しかし、福山市街地で両局の電波が届きにくいことが少なくなかったため、新たにデジタル中継局が蔵王山に置局された。
- 放送エリア内は、福山市街地とその周辺の一部地域[2]。

### 放送送信設備
| ID | 放送局名              | チャンネル | 空中線 電力 | ERP   | 放送対象地域 | 放送区域 内世帯数 |
| -- | --------------------- | ---------- | ----------- | ----- | ------------ | ----------------- |
| 1  | NHK 広島総合          | 42         | 1W          | 19W   | 広島県       | 約52,000世帯      |
| 2  | NHK 広島教育          | 44         | 1W          | 19.5W | 全国放送     | 約52,000世帯      |
| 3  | RCC 中国放送          | 16         | 1W          | 19W   | 広島県       | 約52,000世帯      |
| 4  | HTV 広島テレビ放送    | 17         | 1W          | 18.5W | 広島県       | 約52,000世帯      |
| 5  | HOME 広島ホームテレビ | 29         | 1W          | 19.5W | 広島県       | 約52,000世帯      |
| 8  | TSS テレビ新広島      | 28         | 1W          | 19.5W | 広島県       | 約52,000世帯      |

- チャンネルは、全て尾道局（高見山）、福山局（彦山）と同一である。また、NHKとRCCは大門中継局とも同一である。
- JNN系列局のRCCは当初は北海道放送（HBC）等と同じリモコンキーID「1」を選択したが、アナログ親局が1chでない場合はNHK総合が「1」のため妥協策として「3」を選択したに広くみられる傾向である。これによりRCCだけが唯一全国標準のリモコンキーIDにしなかった。広島県は本州では珍しく大半のJNN系列局（一部のANN系列局も）が使う「6」が使われず、隣接県で「6」を使うJNN系列の山陰放送（BSS）・RSK山陽放送（RSK）・あいテレビ（ITV）は広島県で受信する場合もそのまま「6」となる。

高知県・大分県同様にリモコンキーIDの配列が開局順となったほか、「8」を使うFNN系列のtssだけが“飛び地”となって仲間外れ状態になった（これは※宮城・長崎・熊本・※鹿児島の各県と同じ傾向）。

### 中継局置局住所
- 広島県福山市西深津町7丁目の蔵王山